# ブキッ・ティマ駅
ブキッ・ティマ駅 (Bukit Timah Railway Station) は、シンガポールにあったマレー鉄道の駅である。

## 概要
最初のブキッ・ティマ駅は、1903年1月1日に現在のマレー鉄道の前身であるシンガポール・クランジ鉄道 (Singapore Government Railway) が開業した際に設置された。その位置は、現在の駅より北西にあった。1932年5月3日に、ブキッ・パンジャン (Bukit Panjang) 付近から以南の線路が付け替えとなり、当駅は現在の位置に移転した。
後年は旅客・貨物ともに取扱いを行わず、実質的に信号場としての存在であった。2011年6月のシンガポール国内区間の廃線により廃駅となった。

## 駅構造
単式ホーム1面1線をもつ地上駅である。駅舎は線路の西側にありホームに面している。東側に行違線があり、列車交換をすることができる。タブレット交換を行うための係員が配置されている。通過列車ではタブレットの通過授受を行う。出入国管理設備がなく当駅で列車の乗降はできない。

## 歴史
- 1903年1月1日 - ブキッ・ティマ（旧駅） - シンガポール（フォート・カンニング・ヒル）間開業に伴い開業（旧駅）。
- 1903年4月10日 - ウッドランズ - ブキッ・ティマ（旧駅）間開業。
- 1932年5月3日 - ブキッ・パンジャン - シンガポール（タンジョン・パガー）間線路付替に伴い移転。
- 2011年6月30日 - マレー鉄道のシンガポール国内区間（ウッドランズ・トレイン・チェックポイント - タンジョン・パガー間）廃線に伴い営業終了。